# Dicranomyia (Dicranomyia) kulin
Dicranomyia (Dicranomyia) kulin is een tweevleugelige uit de familie steltmuggen (Limoniidae). De soort komt voor in het Australaziatisch gebied.